# ريك جيمس (لاعب كرة قاعدة)
ريك جيمس (بالإنجليزية: Rick James)‏ هو لاعب كرة قاعدة أمريكي، ولد في 11 أكتوبر 1947 في شفيلد في الولايات المتحدة.

## وصلات خارجية
- ريك جيمس على موقعبيزبول رفرنس.كوم (الدوري الرئيسي) (الإنجليزية)